# Géographie des îles Caïmans
La géographie des îles Caïmans, territoire britannique d'outre-mer situé dans les Caraïbes, est typique des petits archipels antillais.
Elles comportent trois îles : Grand Cayman, Little Cayman et Cayman Brac, dont les superficies respectives sont de 197 km2, 26 km2 et 36 km2. La capitale administrative, George Town est située sur la côte ouest de Grand Cayman.

## Géographie physique

### Localisation
Le territoire (Grand Cayman) se trouve à 308 kilomètres au nord-ouest de la Jamaïque et à 330 kilomètres au sud-ouest de Cuba.
L'île de Grand Cayman est séparée de Little Cayman par 108 km à travers la mer des Caraïbes.

### Topographie
Le territoire a une superficie totale de 264 km2 dont 196 km2 pour Grand Cayman. Cette dernière concentrait en 1999  37 473 habitants contre 1 937 pour l'archipel des « petites Caymans ».

### Hydrologie
Le réseau hydrographique est pratiquement inexistant.

### Géologie
Les îles sont situées près de la fosse des Caïmans.